# Montbazonské vévodství
Montbazonské vévodství je oblast kolem Montbazonu, poblíž Tours, ve Francii. Během Ancien régime se Montbazon stal v 15. století seigneurií v držení rodu Rohanů; v roce 1557 byl povýšen na comté a v roce 1588 byl povýšen na úroveň vévodství.

## Seznam pánů z Guéméné, cca 1430—1557
| Od   | Do   | Pán z Guéméné                 |
| ---- | ---- | ----------------------------- |
|      | 1438 | Karel I. de Rohan († 1438)    |
| 1438 | 1457 | Ludvík I. de Rohan († 1457)   |
| 1457 | 14?? | Ludvík II. de Rohan († 1508)  |
| 14?? | 1498 | Ludvík III. de Rohan († 1498) |
| 1498 | 1527 | Ludvík IV. de Rohan († 1527)  |
| 1527 | 1557 | Ludvík V. de Rohan († 1557)   |

## Seznam hrabat z Montbazonu, 1557—1611
| Od   | Do   | Hrabě z Montbazonu              |
| ---- | ---- | ------------------------------- |
| 1557 | 1611 | Ludvík VI. de Rohan (1540–1611) |

## Seznam vévodů z Montbazonu, 1588 – současnost
| Od   | Do   | Vévoda z Montbazonu                                       |
| ---- | ---- | --------------------------------------------------------- |
| 1588 | 1589 | Ludvík VII. de Rohan (1562–⁠1589)                          |
| 1589 | 1654 | Hercule, vévoda z Montbazonu (1568–⁠1654)                  |
| 1654 | 1667 | Ludvík VIII. de Rohan (1598–⁠1667)                         |
| 1667 | 1699 | Karel II. de Rohan (1633–⁠1699)                            |
| 1699 | 1727 | Karel III., kníže z Guéméné (1655–⁠1727)                   |
| 1727 | 1757 | Hercule Mériadec, kníže z Guéméné (1688–⁠1757)             |
| 1757 | 1800 | Julius, kníže z Guéméné (1726–⁠1800)                       |
| 1800 | 1809 | Jindřich Ludvík, kníže z Guéméné (1745–⁠1809)              |
| 1809 | 1836 | Karel Alain, kníže z Guéméné (1764–⁠1836)                  |
| 1836 | 1846 | Ludvík IX. Viktor Meriadec de Rohan (1766–⁠1846)           |
| 1846 | 1892 | Kamil Filip Josef Idesbald de Rohan-Rochefort (1800–⁠1892) |
| 1892 | 1914 | Alain I. Benjamín Artur de Rohan-Rochefort (1853–⁠1914)    |
| 1914 | 1976 | Alain II. Antonín Josef de Rohan-Rochefort (1893–⁠1976)    |
| 1976 | 2008 | Karel V. Alain Albert de Rohan-Rochefort (1934–⁠2008)      |
| 2008 | 2019 | Albert Marie de Rohan-Rochefort (1936–⁠2019)               |
| 2019 |      | Karel VI. Raoul de Rohan (1954–⁠)                          |